# Heterophilus scabricollis
Heterophilus scabricollis är en skalbaggsart som beskrevs av Pu 1988. Heterophilus scabricollis ingår i släktet Heterophilus och familjen långhorningar. Inga underarter finns listade i Catalogue of Life.